# Герцог Ньюкасл

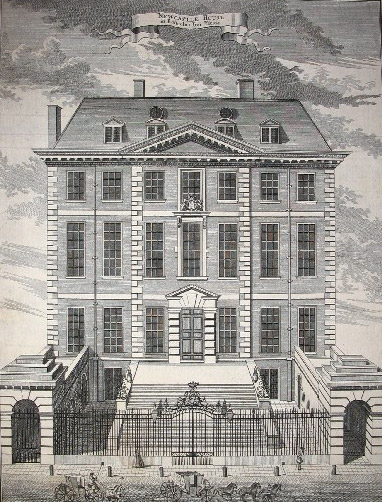
Ньюкасл-хаус на Линкольнс-Инн-Филдс — лондонская резиденция герцога Ньюкасл, премьер-министра Великобритании.

Герцог Ньюкасл — герцогский титул, создававшийся за историю Великобритании четырежды. При этом трижды создавался титул герцог Ньюкасл-апон-Тайн (Duke of Newcastle upon Tyne — 1665, 1694 и 1715) и однажды герцог Ньюкасл-андер-Лайн (Duke of Newcastle-under-Lyne — 1757).

## Герцог Ньюкасл-апон-Тайн, первое создание (1665)
Впервые титул был дан Уильяму Кавендишу, известному роялистскому полководцу времен Гражданской войны:
- 1665—1676 — Уильям Кавендиш (1592—1676), 1-й герцог Ньюкасл-апон-Тайн
- 1676—1691 — Генри Кавендиш (1630—1691), 2-й герцог Ньюкасл-апон-Тайн

## Герцог Ньюкасл-апон-Тайн, второе создание (1694)
Во второй раз титул был создан в 1694 году для Джона Холлса, женатого на дочери предыдущего герцога:
- 1694—1711 — Джон Холлc (1662—1711), 1-й герцог Ньюкасл-апон-Тайн

## Герцог Ньюкасл-апон-Тайн, третье создание (1715)
В третий раз титул был создан для Томаса Пелэм-Холлса, известного вигского политика, потомка 1-го герцога 1-го создания. Титул герцог Ньюкасл-апон-Тайн угас в 1768 году со смертью 1-го герцога 3-го создания.
- 1715—1768 — Томас Пелэм-Холлс (1693—1768), 1-й герцог Ньюкасл-апон-Тайн, 1-й герцог Ньюкасл-андер-Лайн

## Герцог Ньюкасл-андер-Лайн, первое создание (1768)

Герб дома Клинтон

Когда стало ясно, что у Томаса Пелэм-Холла не будет детей, в 1757 году был создан титул герцог Ньюкасл-андер-Лайн, который был унаследован его племянником:
- 1768—1768 — Томас Пелэм-Холлс (1693—1768), 1-й герцог Ньюкасл-андер-Лайн, 1-й герцог Ньюкасл-апон-Тайн;
- 1768—1794 — Генри Пелэм-Клинтон (1720—1794), 2-й герцог Ньюкасл-андер-Лайн, 9-й граф Линкольн, племянник предыдущего;
- 1794—1795 — Томас Пелэм-Клинтон (1752—1795), 3-й герцог Ньюкасл-андер-Лайн, 10-й граф Линкольн, сын предыдущего;
- 1795—1851 — Генри Пелэм-Клинтон (1785—1851), 4-й герцог Ньюкасл-андер-Лайн, 11-й граф Линкольн, сын предыдущего;
- 1851—1864 — Генри Пелэм-Клинтон (1811—1864), 5-й герцог Ньюкасл-андер-Лайн, 12-й граф Линкольн, сын предыдущего;
- 1864—1879 — Генри Пелэм-Клинтон (1834—1879), 6-й герцог Ньюкасл-андер-Лайн, 13-й граф Линкольн, сын предыдущего;
- 1879—1928 — Генри Пелэм-Клинтон (1864—1928), 7-й герцог Ньюкасл-андер-Лайн, 14-й граф Линкольн, сын предыдущего;
- 1928—1941 — Фрэнсис Пелэм-Клинтон-Хоуп (1866—1941), 8-й герцог Ньюкасл-андер-Лайн, 15-й граф Линкольн, брат предыдущего;
- 1941—1988 — Генри Пелэм-Клинтон-Хоуп (1907—1988), 9-й герцог Ньюкасл-андер-Лайн, 16-й граф Линкольн, сын предыдущего;
- 1988—1988 — Эдуард Пелэм-Клинтон (1920—1988), 10-й герцог Ньюкасл-андер-Лайн, 17-й граф Линкольн, правнук Чарльза Пелэм-Клинтона, младшего сына Генри Пелэм-Клинтона, 4-го герцога Ньюкасл-андер-Лайн.

Титул герцог Ньюкасл-андер-Лайн исчез в 1988 году со смертью 10-го герцога.